# Петренко Сергій Анатолійович (хокеїст)
Сергій Петренко (нар. 10 вересня 1968, Харків) — колишній український та російський хокеїст, що грав на позиції крайнього нападника. Грав за збірні команди СНД та Росії.

## Життєпис
Займатися хокеєм почав у Харківському обласному вищому училищі фізичної культури та спорту. Згодом закінчив також Білоруський державний університет фізичної культури.

## Ігрова кар'єра
Професійну хокейну кар'єру розпочав 1987 року.
1993 року був обраний на драфті НХЛ під 168-м загальним номером командою «Баффало Сейбрс».
Протягом професійної клубної ігрової кар'єри, що тривала 18 років, захищав кольори команд «Динамо» (Харків), «Динамо» (Москва), «Давос», «Вітковіце», «Металург» (Новокузнецьк), «Сєвєрсталь», «Сибір», «Молот-Прикам'я» та «Баффало Сейбрс».
Виступав за збірні СНД та Росії, провів у складі цих команд 34 гри.
У складі московського «Динамо» чотири рази вигравав золоті нагороди чемпіонату.
Після завершення кар'єри гравця працює тренером дитячих команд у клубі «Динамо» (Москва).

## Статистика

### Клубні виступи
| Сезон        | Клуб                      | Ліга         | Регулярний сезон | Регулярний сезон | Регулярний сезон | Регулярний сезон | Регулярний сезон | Плей-оф | Плей-оф | Плей-оф | Плей-оф | Плей-оф |
| Сезон        | Клуб                      | Ліга         | І                | Г                | П                | О                | ШХ               | І       | Г       | П       | О       | ШХ      |
| ------------ | ------------------------- | ------------ | ---------------- | ---------------- | ---------------- | ---------------- | ---------------- | ------- | ------- | ------- | ------- | ------- |
| 1986-87      | «Динамо» (Харків)         | Перша ліга   | 44               | 8                | 14               | 22               | 18               |         |         |         |         |         |
| 1987-88      | «Динамо» (Москва)         | СРСР         | 31               | 2                | 5                | 7                | 4                |         |         |         |         |         |
| 1988-89      | «Динамо» (Москва)         | СРСР         | 23               | 4                | 6                | 10               | 6                |         |         |         |         |         |
| 1989-90      | «Динамо» (Москва)         | СРСР         | 33               | 5                | 4                | 9                | 8                |         |         |         |         |         |
| 1990-91      | «Динамо» (Москва)         | СРСР         | 43               | 14               | 13               | 27               | 10               |         |         |         |         |         |
| 1991-92      | «Динамо» (Москва)         | СРСР         | 25               | 8                | 9                | 17               | 8                |         |         |         |         |         |
| 1992-93      | «Динамо» (Москва)         | МХЛ          | 36               | 12               | 12               | 24               | 10               |         |         |         |         |         |
| 1993-94      | «Рочестер Американс»      | АХЛ          | 38               | 16               | 15               | 31               | 8                | --      | --      | --      | --      | --      |
| 1993-94      | «Баффало Сейбрс»          | НХЛ          | 14               | 0                | 4                | 4                | 0                | --      | --      | --      | --      | --      |
| 1994-95      | «Рочестер Американс»      | АХЛ          | 43               | 12               | 16               | 28               | 16               | --      | --      | --      | --      | --      |
| 1995-96      | «Динамо» (Москва)         | МХЛ          | 22               | 8                | 7                | 15               | 14               |         |         |         |         |         |
| 1996-97      | «Давос»                   | ЧШ           | 41               | 19               | 23               | 42               | 20               |         |         |         |         |         |
| 1997-98      | «Динамо» (Москва)         | Росія        | 44               | 14               | 19               | 33               | 8                |         |         |         |         |         |
| 1998-99      | «Динамо» (Москва)         | Росія        | 40               | 11               | 24               | 35               | 36               | 6       | 0       | 1       | 1       | 0       |
| 1999-2000    | «Вітковіце»               | ЧЕ           | 29               | 7                | 9                | 16               | 4                | --      | --      | --      | --      | --      |
| 1999-00      | «Металург» (Новокузнецьк) | Росія        | 11               | 3                | 2                | 5                | 6                |         |         |         |         |         |
| 2000-01      | «Одзі Іглс»               | Японія       |                  |                  |                  |                  |                  |         |         |         |         |         |
| 2001-02      | «Сєвєрсталь»              | Росія        | 21               | 5                | 4                | 9                | 31               |         |         |         |         |         |
| 2002-03      | «Сибір»                   | Росія        | 44               | 7                | 10               | 17               | 20               | --      | --      | --      | --      | --      |
| 2003-04      | «Сибір»                   | Росія        | 5                | 0                | 0                | 0                | 0                | --      | --      | --      | --      | --      |
| 2003-04      | «Молот-Прикам'я»          | Росія-2      | 4                | 2                | 0                | 2                | 0                |         |         |         |         |         |
| Усього в НХЛ | Усього в НХЛ              | Усього в НХЛ | 14               | 0                | 4                | 4                | 0                |         |         |         |         |         |

### Збірна
| Рік                | Команда            | Турнір             | Місце              | І  | Г  | П  | О  | ШХ |
| ------------------ | ------------------ | ------------------ | ------------------ | -- | -- | -- | -- | -- |
| 1992               | СНД                | ОІ                 | 1                  | 8  | 3  | 2  | 5  | 0  |
| 1992               | Росія              | ЧС                 | 5-е                | 6  | 1  | 0  | 1  | 2  |
| 1993               | Росія              | ЧС                 | 1                  | 4  | 0  | 1  | 1  | 2  |
| 1997               | Росія              | ЧС                 | 4-е                | 4  | 2  | 2  | 4  | 4  |
| 1998               | Росія              | ЧС                 | 5-е                | 6  | 2  | 4  | 6  | 2  |
| 1999               | Росія              | ЧС                 | 5-е                | 6  | 2  | 4  | 6  | 2  |
| Національна збірна | Національна збірна | Національна збірна | Національна збірна | 34 | 10 | 13 | 23 | 12 |